# Icària
Icària (en grec Ικαρία) és una illa de Grècia a la mar Egea, a l'oest de Samos. El seu nom, segons la tradició, deriva d'Ícar, fill de Dèdal, que suposadament va caure al mar a prop de l'illa. Anteriorment s'havia dit Dolikhe, Macris i Ikthyoessa.
Icària és una de les 74 unitats perifèriques de Grècia a partir de l'1 de gener de 2011, després de la divisió de la prefectura de Samos.
El cap oriental fou anomenat Drapanume o Dracanum (Esteve de Bizanci li diu Drakonon) i a prop hi havia la ciutat del mateix nom; més cap a l'oest, a la costa nord, es trobava la ciutat d'Istoi (llatí Isti), al sud de la qual hi havia la ciutat d'Oinoe (llatí Oenoe). Una altra ciutat important n'era Therma. Dionís, segons la tradició, va néixer a Cap Draconum. A Isti hi havia un temple anomenat el Tauropòlion, dedicat a Artemisa.

## Història
L'illa fou colonitzada per Milet vers el 750 aC; cap al segle VI fou absorbida per Samos i incorporada als dominis de Polícrates; la flota persa va desembarcar-hi l'any 490 aC i després de la guerra l'illa es va incorporar a la lliga Dèlica i fou coneguda per l'anomenat vi de Pramnis, produït sobretot a Oinoe; Atenes hi va instal·lar una guarnició per controlar la ciutat de Samos, sospitosa de voler revoltar-se; Icària tenia llavors uns tretze mil habitants, però amb la Guerra del Peloponès va començar a decaure després d'haver-hi desembarcat els espartans dues vegades. Posteriorment fou atacada per pirates; les ciutats d'Oinoe i Therma es van unir a la segona Confederació d'Atenes el 387 aC.
El 350 aC un nadiu de l'illa, Epàrkides, va escriure'n la història, però sense donar dades rellevants: només es va dedicar a lloar el vi que s'hi produïa. Després de la mort d'Alexandre el Gran va esdevenir una base militar i es va construir una torre i una fortalesa a Drakonon, prou ben conservades encara ara. L'illa fou incorporada als dominis romans (província d'Àsia) juntament amb Samos, probablement l'any 129 aC; però els romans, de fet, la van ignorar i va esdevenir un niu de pirates. L'emperador August va lliurar l'illa a Samos amb l'ordre de desenvolupar-la, però ni Estrabó ni després Plini el jove van fer-hi res; només n'aprofitaren les pastures (el nom Icària segurament deriva de la paraula jònica kara que vol dir 'pastura').
Durant el període romà d'Orient Samos es va ocupar de defensar l'illa. El 1081 l'emperador Aleix Comnè va fundar el monestir de Sant Joan a la propera illa de Patmos. A la caiguda de l'imperi, el 1204, les illes de la mar Egea van haver de defensar-se de diversos atacs i a Icària es van bastir les fortaleses de Paliokastro i Koskino. Al segle següent, des del 1349 o 1350, foren possessió dels Giustiniani, una societat comercial genovesa amb el centre principal a Quios. El 1481, els Giustiniani van abandonar Samos i van donar Icària als cavallers de Sant Joan, als quals ja havien cedit Cos. Aquestes illes no tenien bons ports i no tenien gaire interès ni per als Giustiniani ni per als otomans. Els cavallers van haver de lliurar l'illa als otomans el 1521.

### Seglexix
Els otomans no hi van establir una administració regular. Era una illa molt pobra i llavors tenia menys de mil habitants. El 1827 l'illa es va revoltar contra els otomans i els van expulsar, però al final de la guerra va quedar fora del territori assignat a Grècia pel protocol de Londres (1830).

### Segle XX
El 17 de juliol de 1912, la petita guarnició turca fou expulsada i es va proclamar la independència de l'illa, ja que no podia unir-se a Grècia perquè hi havia la Guerra dels Balcans. Icària fou totalment independent durant cinc mesos. El 14 d'agost de 1914 les veïnes illes de Furnoi foren incorporades també a l'estat lliure d'Icària. El 4 de novembre de 1912 les forces gregues van arribar a l'illa i el juny de 1913 es va procedir a la incorporació oficial. Dos sectors de l'illa (al nord i al sud-est) es van disputar la capitalitat. La unió a Grècia no va millorar-ne l'economia local i només s'hi van produir algunes millores mercès a les remeses dels emigrants, que des de final del segle anterior havien marxat a Amèrica.
Durant la Segona Guerra Mundial fou ocupada primer pels italians (1941) i després pels alemanys (1943). El 1945, al final de la guerra, com que la població simpatitzava amb els comunistes, fou elegida com a lloc de deportació d'uns tretze mil sospitosos de simpatitzar amb el comunisme.
A partir dels anys seixanta s'hi va desenvolupar el turisme, que actualment és la principal activitat de l'illa.

## Geografia
És una de les illes del centre del nord de l'Egeu, amb 255 km² (99 mi ²) amb una costa de 102 milles (160 km) i una població de 8.312 habitants. La topografia mostra el contrast entre els prats verds escarpats i les roques feréstegues. Gran part de l'illa és muntanyosa i és travessada per les muntanyes Aetheres. La majoria dels pobles es troben a les planes properes a la costa, i només uns quants són a la muntanya. Icària té tradició en la producció de vi negre fort. Moltes parts de l'illa estan cobertes de grans arbustos, i això fa que el paisatge tingui un color verd exuberant. A part de les espècies domèstiques i domesticades, hi ha petits animals silvestres com ara martes, llúdries, calàpets i aranyes. El clima d'Icària és mediterrani.